# 朝鲜宇宙空间技术委员会
朝鲜宇宙空间技术委员会（韓語：조선우주공간기술위원회）是朝鲜民主主义人民共和国已撤销的公共航天机构，承担朝鲜民用航天发射任务。

## 歷史
自行研制的白头山一号运载火箭曾于1998年8月31日发射，朝鲜中央通讯社宣称载荷光明星一号试验通讯卫星成功围绕地球二圈并播放金正日、金日成将军歌，但日、美等外界学者认为运载火箭未能成功将卫星注入近地轨道，进入外太空飞行约五分钟后便坠回地球，落入朝鲜东海。位于朝鲜东部咸镜北道花坮郡舞水端里的东海卫星发射中心（军用名称：花坮郡弹道导弹发射场）是朝鲜的唯一一处发射场地，适用于发射中远程弹道导弹、人造卫星及洲际弹道导弹。2006年7月5日，根据一号火箭改进的白头山二号卫星发射火箭首飞失败。2009年2月24日根据朝鲜中央通讯社的消息，朝鲜宇宙空间技术委员会发言人在首都平壤宣布将于年内使用银河二号卫星发射火箭发射光明星二号试验通讯卫星。3月期间又有消息称该委员会将于4月4日至4月8日间发射射光明星二号。2013年1月4日，朝鲜宇宙空间技术委员会被授予金正日勋章。

## 参阅
- 银河系列运载火箭
- 朝鮮宇宙開發局
- 韩国航空宇宙研究院